# Roucourt (Norte)
Roucourt é uma comuna francesa na região administrativa de Altos da França, no departamento do Norte. Estende-se por uma área de 3.19 km². Em 2010 a comuna tinha 464 habitantes (densidade: 145,5 hab./km²).